# مدهوشی
مدهوشی (به هندی: Madhoshi) یا مستی فیلمی محصول سال ۲۰۰۴ و به کارگردانی تنویر خان است. در این فیلم بازیگرانی همچون جان آبراهام، بیپاشا باسو، پریانشو چاترجی، ناینا دالیوال، شویتا تیواری، سودهانشو پاندی، دالی بیندرا ایفای نقش کرده‌اند.